# Fareva
Fareva est une entreprise de droit luxembourgeois qui s'occupe de sous-traitance et joue le rôle de façonnier dans le secteur pharmaceutique, para-pharmaceutique, de cosmétique et d'hygiène. L'entreprise est basée au Luxembourg et emploie environ 12 000 personnes, pour un chiffre d'affaires d'environ 2,2 milliards d’euros en 2023. L'entreprise est détenue par Bernard Fraisse.

## Histoire
Fareva a été créé en 1985. Son site d'origine est à Tournon-sur-Rhône (Ardèche). Le groupe comprenait environ 5 000 salariés en 2009 et 8 000 en 2012.
En 1995, Fareva démarre son activité Cosmétique, et en 2002 son activité Pharmaceutique.
En 2009, Fareva se développe en Europe (Royaume Unis, Turquie et Italie), et en 2011 le Groupe s’implante aux Etats-Unis et au Bresil.
En 2012, Fareva acquiert K & Gn, la filiale brésilienne d'Avon, filiale comprenant 850 salariés.
En 2013, Fareva démarre son activité Maquillage.
En 2014, Fareva acquiert une usine de Pfizer située à Amboise et qui compte 480 salariés. La même année, il acquiert Chromavis, une entreprise italienne de sous-traitance dans les cosmétiques qui emploie 800 salariés.
En 2018, Fareva acquiert une usine OTC de cosmétiques basée à Chicago (USA) pour compléter son offre sur le territoire américain.
En 2019, Fareva s’implante et démarre son activité en Colombie.
Entre 2020 et 2021, Fareva acquiert 3 sites durant la période COVID pour renforcer massivement les capacités de production de médicaments injectables et stériles.
En janvier 2021, Fareva reprend le site de Mirabel à Riom (Puy-de-Dôme) au groupe américain Merck Sharp and Dohme (MSD).
En février 2021, l'entreprise annonce un investissement de 10 millions d'euros avec le soutien de l'État en vue de mettre en service une nouvelle unité de production de flacons de corticostéroïdes. Cet investissement concerne l'usine Valdepharm située à Val-de-Reuil, dans l'Eure.
En 2023, Fareva se réorganise en Business Units : Beauty&Homecare – Pharma & Api – Make up et compte 41 sites de production dans le monde.
Une nouvelle unité de production de molécules hautement actives, destinées à rentrer dans la composition de médicaments anticancéreux a été inauguré en 2024 sur le site de Fareva à Saint-Germain Laprade. 